# Beyağaç
Beyağaç is een Turks district in de provincie Denizli en telt 7.122 inwoners (2007). Het district heeft een oppervlakte van 184,49 km².
De bevolkingsontwikkeling van het district is weergegeven in onderstaande tabel.
| 1997  | 2000  | 2007  |
| ----- | ----- | ----- |
| 8.012 | 7.332 | 7.122 |